# Marcin Piętowski
Marcin Piętowski (ur. 20 lipca 1977 w Warszawie) – polski aktor telewizyjny i teatralny.

## Życiorys
Absolwent PWSFTviT w Łodzi. Od 2001 aktor Teatru Syrena w Warszawie, oraz aktor filmowy i telewizyjny. 
Ma żonę Aleksandrę i dwóch synów, Jakuba i Leonarda.

## Filmografia
- 2002–2010: Samo życie – jako Janusz
- 2003: Szycie na gorąco – jako Eryk
- 2003: Miodowe lata – jako Franek Gąsienica-Mędrol (odc. 119)
- 2003: Kasia i Tomek – jako gość na sylwestrze u Kasi i Tomka (seria III, odc. 17)
- 2004–2006, 2009–2012: Plebania – jako ksiądz Artur Górecki
- 2004: Dziupla Cezara – jako DJ Bodzio (odc. 7)
- 2004: Camera Café – jako posłaniec (odc. 70)
- 2004: Całkiem nowe lata miodowe – jako barman (odc. 9, 10 i 13)
- 2005: Niania – jako fotograf Pierre (odc. 13)
- 2007: Mamuśki – jako prezenter (odc. 26)
- 2007: Kryminalni – jako Robert Flaszowski „Flasza” (odc. 78)
- 2007: Odwróceni – jako Kuba, ochroniarz Mareckiej (odc. 5)
- 2010: Na dobre i na złe – jako Karol (odc. 414)
- 2011: Usta usta – jako Dominik, kolega z pracy Adama (odc. 31 i 32)
- 2011: Czas honoru – jako Hauptsturmfuhrer Wilhelm Brehm
- 2012: Misja Afganistan – jako starszy szeregowy Andrzej Biskupski „Biskup” (odc. 1–5, 13)
- 2012: Hotel 52 – jako Filip Gajda, mąż Kaliny (odc. 57)
- 2013: Prawo Agaty – jako Sergiusz Duda (odc. 34)
- 2014: Komisarz Alex – jako dyrektor Głowacki (odc. 53)
- 2014: Lekarze – jako Edward, syn Zofii (odc. 52)
- 2014: Pierwsza miłość – jako Leszek Miśkiewicz, wykładowca i sympatia Darii
- 2015: M jak miłość – jako Kuba Markowski
- 2015: Pakt – jako Jerzy
- 2015, 2017: Dziewczyny ze Lwowa – jako kapitan policji
- 2023–2024: Korona królów Jagiellonowie - jako Zbigniew z Brzezia